# Campeonato Ecuatoriano de Fútbol 2003
El Campeonato Ecuatoriano de Fútbol 2003, conocido oficialmente como «Campeonato Nacional de Fútbol 2003», también llamado comercialmente como «Copa Pilsener 2003», fue la 45.ª edición del Campeonato nacional de fútbol profesional en Ecuador. La competencia se celebró entre el 28 de febrero de 2003 y el 21 de diciembre de 2003. La Serie A fue disputada por diez clubes de fútbol. Fue patrocinado por la Cervecería Nacional a través de su marca Pilsener.
En este año Liga Deportiva Universitaria se coronó campeón por séptima vez en su historia, a falta de una fecha para el término del torneo.
Por primera vez el campeonato tuvo un nombre comercial: la Cervecería Nacional auspició y patrocinó con su producto Pilsener debido a una realización del torneo en el patrocinio de Pilsener, El torneo se llamó la Copa Pilsener Serie A hasta 2008.
Por segundo año consecutivo y segunda vez consecutiva la ciudad de Quito, la capital del país, tuvo 5 equipos en la Serie A al igual que 1976, Primera Etapa de 1977, 1979, Segunda Etapa de 1980, 1981, Segunda Etapa de 1982, 1985, 1986, Segunda Etapa de 1990, Primera Etapa de 1992, 1994, 1995, 1996, 1997, 1998, 1999, 2000 y 2002 (incluso el Espoli que jugó fuera de Quito, en Ibarra) y la provincia de Pichincha quedó 5 equipos de dicha provincia en la misma al igual que 1976, Primera Etapa de 1977, 1979, Segunda Etapa de 1980, 1981, Segunda Etapa de 1982, 1985, 1986, Segunda Etapa de 1990, Primera Etapa de 1992, 1994, 1995, 1996, 1997, 1998, 1999, 2000 y 2002. Por otra parte, por quinto año consecutivo, quinta vez consecutiva y por cuarta vez en el siglo XXI y III milenio desde 1999, la ciudad de Guayaquil quedó con 2 equipos en la primera división al igual que 1957, 1972, 1974, Segunda Etapa de 1975, Segunda Etapa de 1976, 1977, Primera Etapa de 1978, 1979, Primera Etapa de 1981, 1996, 1999, 2000, 2001 y 2002. Además, la provincia del Guayas quedó con 2 equipos por cuarta vez en el siglo XXI y III milenio desde 2000 al igual que 1957, 1972, 1974, Segunda Etapa de 1975, Segunda Etapa de 1976, 1977, Primera Etapa de 1978, 1979, Primera Etapa de 1981, 1996, 1999, 2000, 2001 y 2002. A ellos se ha sumado por segundo año consecutivo y segunda vez consecutiva en el siglo XXI y III milenio desde 1999, la ciudad de Cuenca, capital azuaya, quedó con 1 solo equipo en la Serie A al igual que 1971, 1973, 1974, 1975, 1976, Primera Etapa de 1977, 1978, 1979, 1980, 1981, 1985, 1986, 1987, 1988, 1989, 1990, 1991, 1992, 1993, 1994, 1996, 1997, 1998, 1999 y 2002. Igualmente, la provincia del Azuay quedó 1 solo equipo al igual que 1971, 1973, 1974, 1975, 1976, Primera Etapa de 1977, 1978, 1979, 1980, 1981, 1985, 1986, 1987, 1988, 1989, 1990, 1991, 1992, 1993, 1994, 1996, 1997, 1998, 1999 y 2002.

## Sistema de juego
Las bonificaciones de 3, 2 y 1 puntos se mantuvieron para dar emotividad a cada etapa del torneo 2003, que también en lo demás repitió por cuarto año consecutivo su esquema. El equipo ganador de la liguilla final representó al Ecuador en la próxima Copa Libertadores, acompañado del segundo y tercer puesto.

## Relevo anual de clubes
| Pos | Ascendidos a la Serie A                       |
| --- | --------------------------------------------- |
| 1.º | Técnico Universitario (Campeón de la Serie B) |
| 2.º | Manta F. C. (Subcampeón de la Serie B)        |

| Pos  | Descendidos a la Serie B                        |
| ---- | ----------------------------------------------- |
| 9.º  | Olmedo (Penúltimo puesto de la Tabla acumulada) |
| 10.º | Macará (Último puesto de la Tabla acumulada)    |

## Datos de los clubes
Tomaron parte en las competición 10 equipos, entre ellos el debutante: el Manta Fútbol Club. También se destaca el retorno del histórico Club Deportivo Técnico Universitario, tras 3 años ausente de la categoría.
| Equipo                | Ciudad             | Provincia            |
| --------------------- | ------------------ | -------------------- |
| Aucas                 | Quito              | Pichincha            |
| Barcelona             | Guayaquil          | Guayas               |
| Deportivo Cuenca      | Cuenca             | Azuay                |
| Deportivo Quito       | Quito              | Pichincha            |
| El Nacional           | Quito              | Pichincha            |
| Emelec                | Guayaquil          | Guayas               |
| Espoli                | Quito / Ibarra     | Pichincha / Imbabura |
| Liga de Quito         | Quito              | Pichincha            |
| Manta F. C.           | Manta / Portoviejo | Manabí               |
| Técnico Universitario | Ambato             | Tungurahua           |

## Primera Etapa

### Partidos y resultados
| Fecha 1               | Fecha 1   | Fecha 1          |
| Equipo Local          | Resultado | Equipo Visitante |
| --------------------- | --------- | ---------------- |
| Emelec                | 2-0       | Manta FC         |
| D.Cuenca              | 4-1       | Espoli           |
| Técnico Universitario | 0-1       | El Nacional      |
| Aucas                 | 1-2       | LDU(Q)           |
| D.Quito               | 4-1       | Barcelona        |

| Fecha 2      | Fecha 2   | Fecha 2               |
| Equipo Local | Resultado | Equipo Visitante      |
| ------------ | --------- | --------------------- |
| Barcelona    | 2-0       | Aucas                 |
| Manta FC     | 2-1       | D.Quito               |
| Espoli       | 3-0       | Emelec                |
| LDU(Q)       | 2-2       | Técnico Universitario |
| El Nacional  | 2-1       | D.Cuenca              |

| Fecha 3               | Fecha 3   | Fecha 3          |
| Equipo Local          | Resultado | Equipo Visitante |
| --------------------- | --------- | ---------------- |
| Emelec                | 1-1       | D.Quito          |
| D.Cuenca              | 2-3       | LDU(Q)           |
| Técnico Universitario | 2-6       | Barcelona        |
| Espoli                | 0-1       | El Nacional      |
| Aucas                 | 4-0       | Manta FC         |

| Fecha 4      | Fecha 4   | Fecha 4               |
| Equipo Local | Resultado | Equipo Visitante      |
| ------------ | --------- | --------------------- |
| Barcelona    | 3-0       | D.Cuenca              |
| Manta FC     | 2-1       | Técnico Universitario |
| LDU(Q)       | 2-2       | Espoli                |
| D.Quito      | 1-0       | Aucas                 |
| El Nacional  | 4-0       | Emelec                |

| Fecha 5               | Fecha 5   | Fecha 5          |
| Equipo Local          | Resultado | Equipo Visitante |
| --------------------- | --------- | ---------------- |
| Emelec                | 2-1       | Aucas            |
| D.cuenca              | 3-0       | Manta FC         |
| Espoli                | 3-4       | Barcelona        |
| Técnico Universitario | 2-0       | D.Quito          |
| El Nacional           | 1-1       | LDU(Q)           |

| Fecha 6      | Fecha 6   | Fecha 6               |
| Equipo Local | Resultado | Equipo Visitante      |
| ------------ | --------- | --------------------- |
| Barcelona    | 2-0       | El Nacional           |
| Manta FC     | 4-1       | Espoli                |
| Aucas        | 1-1       | Técnico Universitario |
| LDU(Q)       | 1-1       | Emelec                |
| D.Quito      | 2-2       | D.Cuenca              |

| Fecha 7      | Fecha 7   | Fecha 7               |
| Equipo Local | Resultado | Equipo Visitante      |
| ------------ | --------- | --------------------- |
| Emelec       | 3-3       | Técnico Universitario |
| D.Cuenca     | 2-0       | Aucas                 |
| Espoli       | 2-1       | D.Quito               |
| LDU(Q)       | 1-0       | Barcelona             |
| El Nacional  | 4-1       | Manta FC              |

| Fecha 8               | Fecha 8   | Fecha 8          |
| Equipo Local          | Resultado | Equipo Visitante |
| --------------------- | --------- | ---------------- |
| Barcelona             | 2-0       | Emelec           |
| Manta FC              | 0-2       | LDU(Q)           |
| Técnico Universitario | 0-0       | D.Cuenca         |
| Aucas                 | 2-1       | Espoli           |
| D.Quito               | 1-4       | El Nacional      |

| Fecha 9      | Fecha 9   | Fecha 9               |
| Equipo Local | Resultado | Equipo Visitante      |
| ------------ | --------- | --------------------- |
| Barcelona    | 2-0       | Manta FC              |
| Espoli       | 0-2       | Técnico Universitario |
| D.Cuenca     | 1-1       | Emelec                |
| LDU(Q)       | 0-4       | D.Quito               |
| El Nacional  | 1-1       | Aucas                 |

| Fecha 10              | Fecha 10  | Fecha 10         |
| Equipo Local          | Resultado | Equipo Visitante |
| --------------------- | --------- | ---------------- |
| Emelec                | 2-2       | D.Cuenca         |
| Manta FC              | 0-1       | Barcelona        |
| Técnico Universitario | 2-3       | Espoli           |
| Aucas                 | 1-1       | El Nacional      |
| D.Quito               | 0-2       | LDU(Q)           |

| Fecha 11     | Fecha 11  | Fecha 11              |
| Equipo Local | Resultado | Equipo Visitante      |
| ------------ | --------- | --------------------- |
| Emelec       | 1-1       | Barcelona             |
| D.Cuenca     | 3-1       | Técnico Universitario |
| Espoli       | 1-2       | Aucas                 |
| LDU(Q)       | 3-2       | Manta FC              |
| El Nacional  | 1-2       | D̠.Quito               |

| Fecha 12              | Fecha 12  | Fecha 12         |
| Equipo Local          | Resultado | Equipo Visitante |
| --------------------- | --------- | ---------------- |
| Barcelona             | 0-0       | LDU(Q)           |
| Manta FC              | 2-2       | El Nacional      |
| Técnico Universitario | 1-2       | Emelec           |
| Aucas                 | 0-0       | D.Cuenca         |
| D.Quito               | 2-1       | Espoli           |

| Fecha 13              | Fecha 13  | Fecha 13         |
| Equipo Local          | Resultado | Equipo Visitante |
| --------------------- | --------- | ---------------- |
| Emelec                | 3-2       | LDU(Q)           |
| D.Cuenca              | 1-1       | D.Quito          |
| Espoli                | 0-0       | Manta FC         |
| Técnico Universitario | 2-1       | Aucas            |
| El Nacional           | 2-3       | Barcelona        |

| Fecha 14     | Fecha 14  | Fecha 14              |
| Equipo Local | Resultado | Equipo Visitante      |
| ------------ | --------- | --------------------- |
| Barcelona    | 5-2       | Espoli                |
| Manta FC     | 2-2       | D.Cuenca              |
| Aucas        | 4-0       | Emelec                |
| LDU(Q)       | 2-0       | El Nacional           |
| D.Quito      | 2-0       | Técnico Universitario |

| Fecha 15              | Fecha 15  | Fecha 15         |
| Equipo Local          | Resultado | Equipo Visitante |
| --------------------- | --------- | ---------------- |
| Emelec                | 3-2       | El Nacional      |
| D.Cuenca              | 1-0       | Barcelona        |
| Espoli                | 0-1       | LDU(Q)           |
| Técnico Universitario | 2-0       | Manta FC         |
| Aucas                 | 1-3       | D.Quito          |

| Fecha 16     | Fecha 16  | Fecha 16              |
| Equipo Local | Resultado | Equipo Visitante      |
| ------------ | --------- | --------------------- |
| Barcelona    | 6-0       | Técnico Universitario |
| Manta FC     | 0-1       | Aucas                 |
| LDU(Q)       | 4-1       | D.Cuenca              |
| El Nacional  | 2-1       | Espoli                |
| D.Quito      | 0-0       | Emelec                |

| Fecha 17              | Fecha 17  | Fecha 17         |
| Equipo Local          | Resultado | Equipo Visitante |
| --------------------- | --------- | ---------------- |
| Emelec                | 2-2       | Espoli           |
| D.Cuenca              | 1-2       | El Nacional      |
| Técnico Universitario | 3-3       | LDU(Q)           |
| Aucas                 | 2-1       | Barcelona        |
| D.Quito               | 3-1       | Manta FC         |

| Fecha 18     | Fecha 18  | Fecha 18              |
| Equipo Local | Resultado | Equipo Visitante      |
| ------------ | --------- | --------------------- |
| Barcelona    | 2-1       | D.Quito               |
| Manta FC     | 1-3       | Emelec                |
| Espoli       | 2-1       | D.Cuenca              |
| LDU(Q)       | 6-2       | Aucas                 |
| El Nacional  | 1-0       | Técnico Universitario |

### Tabla de posiciones
|  |  |     | Equipo                | PJ | PG | PE | PP | GF | GC | DG  | PTS | PB |
|  |  | --- | --------------------- | -- | -- | -- | -- | -- | -- | --- | --- | -- |
|  |  | 1.  | Barcelona             | 18 | 12 | 2  | 4  | 41 | 19 | +22 | 38  | 3  |
|  |  | 2.  | Liga de Quito         | 18 | 10 | 6  | 2  | 37 | 24 | +13 | 36  | 2  |
|  |  | 3.  | El Nacional           | 18 | 9  | 4  | 5  | 31 | 22 | +9  | 31  | 1  |
|  |  | 4.  | Deportivo Quito       | 18 | 8  | 4  | 6  | 29 | 23 | +6  | 28  |    |
|  |  | 5.  | Emelec                | 18 | 6  | 8  | 4  | 26 | 31 | -5  | 26  |    |
|  |  | 6.  | Deportivo Cuenca      | 18 | 5  | 7  | 6  | 27 | 26 | +1  | 22  |    |
|  |  | 7.  | Aucas                 | 18 | 6  | 4  | 8  | 24 | 26 | -2  | 22  |    |
|  |  | 8.  | Técnico Universitario | 18 | 4  | 5  | 9  | 24 | 36 | -12 | 17  |    |
|  |  | 9.  | Espoli                | 18 | 4  | 3  | 11 | 25 | 37 | -12 | 15  |    |
|  |  | 10. | Manta F. C.           | 18 | 3  | 3  | 12 | 17 | 37 | -20 | 12  |    |

 Pts=Puntos; PJ=Partidos jugados; G=Partidos ganados; E=Partidos empatados; P=Partidos perdidos; GF=Goles a favor; GC=Goles en contra; Dif=Diferencia de gol
|  | Clasificaron a la Liguilla Final y a la Copa Sudamericana 2003. |
|  | Clasificó a la Liguilla Final.                                  |

## Segunda Etapa

### Partidos y resultados
| Fecha 1      | Fecha 1   | Fecha 1               |
| Equipo Local | Resultado | Equipo Visitante      |
| ------------ | --------- | --------------------- |
| Emelec       | 1-3       | El Nacional           |
| D.Cuenca     | 0-1       | LDU(Q)                |
| Espoli       | 3-1       | Técnico Universitario |
| Aucas        | 3-0       | Manta FC              |
| D.Quito      | 1-0       | Barcelona             |

| Fecha 2               | Fecha 2   | Fecha 2          |
| Equipo Local          | Resultado | Equipo Visitante |
| --------------------- | --------- | ---------------- |
| Barcelona             | 1-1       | Aucas            |
| Manta FC              | 1-1       | D.Cuenca         |
| Técnico Universitario | 0-1       | D.Quito          |
| LDU(Q)                | 3-1       | Emelec           |
| El Nacional           | 3-0       | Espoli           |

| Fecha 3      | Fecha 3   | Fecha 3               |
| Equipo Local | Resultado | Equipo Visitante      |
| ------------ | --------- | --------------------- |
| Emelec       | 3-0       | Manta FC              |
| D.Cuenca     | 0-1       | Barcelona             |
| Espoli       | 4-2       | D.Quito               |
| Aucas        | 4-1       | Técnico Universitario |
| El Nacional  | 3-2       | LDU(Q)                |

| Fecha 4               | Fecha 4   | Fecha 4          |
| Equipo Local          | Resultado | Equipo Visitante |
| --------------------- | --------- | ---------------- |
| Barcelona             | 1-1       | Emelec           |
| Manta FC              | 0-0       | El Nacional      |
| Técnico Universitario | 1-1       | D.Cuenca         |
| LDU(Q)                | 4-0       | Espoli           |
| D.Quito               | 2-1       | Aucas            |

| Fecha 5      | Fecha 5   | Fecha 5               |
| Equipo Local | Resultado | Equipo Visitante      |
| ------------ | --------- | --------------------- |
| Emelec       | 3-0       | Técnico Universitario |
| D.Cuenca     | 1-0       | D.Quito               |
| Espoli       | 2-1       | Aucas                 |
| LDU(Q)       | 2-0       | Manta FC              |
| El Nacional  | 2-0       | Barcelona             |

| Fecha 6               | Fecha 6   | Fecha 6          |
| Equipo Local          | Resultado | Equipo Visitante |
| --------------------- | --------- | ---------------- |
| Barcelona             | 3-1       | LDU(Q)           |
| Manta FC              | 1-2       | Espoli           |
| Técnico Universitario | 1-1       | El Nacional      |
| Aucas                 | 2-0       | D.Cuenca         |
| D.Quito               | 2-0       | Emelec           |

| Fecha 7      | Fecha 7   | Fecha 7               |
| Equipo Local | Resultado | Equipo Visitante      |
| ------------ | --------- | --------------------- |
| Emelec       | 2-1       | Aucas                 |
| Manta FC     | 0-3       | Barcelona             |
| Espoli       | 1-2       | D.Cuenca              |
| LDU(Q)       | 3-0       | Técnico Universitario |
| El Nacional  | 0-2       | D.Quito               |

| Fecha 8               | Fecha 8   | Fecha 8          |
| Equipo Local          | Resultado | Equipo Visitante |
| --------------------- | --------- | ---------------- |
| Barcelona             | 1-1       | Espoli           |
| D.Cuenca              | 1-0       | Emelec           |
| Técnico Universitario | 0-0       | Manta FC         |
| Aucas                 | 2-2       | El Nacional      |
| D.Quito               | 2-1       | LDU(Q)           |

| Fecha 9      | Fecha 9   | Fecha 9               |
| Equipo Local | Resultado | Equipo Visitante      |
| ------------ | --------- | --------------------- |
| Barcelona    | 4-0       | Técnico Universitario |
| Manta FC     | 6-1       | D.Quito               |
| Espoli       | 1-3       | Emelec                |
| LDU(Q)       | 2-0       | Aucas                 |
| El Nacional  | 1-1       | D.cuenca              |

| Fecha 10              | Fecha 10  | Fecha 10         |
| Equipo Local          | Resultado | Equipo Visitante |
| --------------------- | --------- | ---------------- |
| Emelec                | 1-1       | Espoli           |
| D.Cuenca              | 1-0       | El Nacional      |
| Técnico Universitario | 1-2       | Barcelona        |
| Aucas                 | 0-3       | LDU(Q)           |
| D.Quito               | 3-0       | Manta FC         |

| Fecha 11     | Fecha 11  | Fecha 11              |
| Equipo Local | Resultado | Equipo Visitante      |
| ------------ | --------- | --------------------- |
| Emelec       | 2-1       | D.Cuenca              |
| Manta FC     | 1-0       | Técnico Universitario |
| Espoli       | 1-1       | Barcelona             |
| LDU(Q)       | 0-0       | D.Quito               |
| El Nacional  | 1-2       | Aucas                 |

| Fecha 12              | Fecha 12  | Fecha 12         |
| Equipo Local          | Resultado | Equipo Visitante |
| --------------------- | --------- | ---------------- |
| Barcelona             | 4-0       | Manta FC         |
| D.Cuenca              | 4-0       | Espoli           |
| Técnico Universitario | 0-0       | LDU(Q)           |
| Aucas                 | 0-2       | Emelec           |
| D.Quito               | 2-1       | El Nacional      |

| Fecha 13     | Fecha 13  | Fecha 13              |
| Equipo Local | Resultado | Equipo Visitante      |
| ------------ | --------- | --------------------- |
| Emelec       | 2-0       | D.Quito               |
| D.Cuenca     | 3-1       | Aucas                 |
| Espoli       | 1-1       | Manta FC              |
| LDU(Q)       | 0-0       | Barcelona             |
| El Nacional  | 3-1       | Técnico Universitario |

| Fecha 14              | Fecha 14  | Fecha 14         |
| Equipo Local          | Resultado | Equipo Visitante |
| --------------------- | --------- | ---------------- |
| Barcelona             | 1-1       | El Nacional      |
| Manta FC              | 1-1       | LDU(Q)           |
| Técnico Universitario | 3-2       | Emelec           |
| Aucas                 | 0-0       | Espoli           |
| D.Quito               | 3-1       | D.Cuenca         |

| Fecha 15     | Fecha 15  | Fecha 15              |
| Equipo Local | Resultado | Equipo Visitante      |
| ------------ | --------- | --------------------- |
| Emelec       | 1-1       | Barcelona             |
| D.Cuenca     | 2-0       | Técnico Universitario |
| Espoli       | 3-4       | LDU(Q)                |
| Aucas        | 1-0       | D.Quito               |
| El Nacional  | 5-1       | Manta FC              |

| Fecha 16              | Fecha 16  | Fecha 16         |
| Equipo Local          | Resultado | Equipo Visitante |
| --------------------- | --------- | ---------------- |
| Barcelona             | 1-0       | D.Cuenca         |
| Manta FC              | 0-5       | Emelec           |
| Técnico Universitario | 2-0       | Aucas            |
| LDU(Q)                | 1-2       | El Nacional      |
| D.Quito               | 2-2       | Espoli           |

| Fecha 17     | Fecha 17  | Fecha 17              |
| Equipo Local | Resultado | Equipo Visitante      |
| ------------ | --------- | --------------------- |
| Emelec       | 0-1       | LDU(Q)                |
| D.Cuenca     | 3-0       | Manta FC              |
| Espoli       | 0-3       | El Nacional           |
| Aucas        | 1-2       | Barcelona             |
| D.Quito      | 4-1       | Técnico Universitario |

| Fecha 18              | Fecha 18  | Fecha 18         |
| Equipo Local          | Resultado | Equipo Visitante |
| --------------------- | --------- | ---------------- |
| Barcelona             | 2-0       | D.Quito          |
| Manta FC              | 4-1       | Aucas            |
| Técnico Universitario | 1-2       | Espoli           |
| LDU(Q)                | 2-0       | D.Cuenca         |
| El Nacional           | 7-0       | Emelec           |

### Tabla de posiciones
|  |  |     | Equipo                | PJ | PG | PE | PP | GF | GC | DG  | PTS | PB |
|  |  | --- | --------------------- | -- | -- | -- | -- | -- | -- | --- | --- | -- |
|  |  | 1.  | Liga de Quito         | 18 | 10 | 4  | 4  | 31 | 15 | +16 | 34  | 3  |
|  |  | 2.  | Barcelona             | 18 | 9  | 7  | 2  | 28 | 12 | +16 | 34  | 2  |
|  |  | 3.  | El Nacional           | 18 | 9  | 5  | 4  | 38 | 18 | +20 | 32  | 1  |
|  |  | 4.  | Deportivo Quito       | 18 | 10 | 2  | 6  | 27 | 23 | +4  | 32  |    |
|  |  | 5.  | Deportivo Cuenca      | 18 | 8  | 3  | 7  | 22 | 17 | +5  | 27  |    |
|  |  | 6.  | Emelec                | 18 | 8  | 3  | 7  | 29 | 26 | +3  | 27  |    |
|  |  | 7.  | Espoli                | 18 | 5  | 6  | 7  | 24 | 35 | -11 | 21  |    |
|  |  | 8.  | Aucas                 | 18 | 5  | 3  | 10 | 21 | 29 | -8  | 18  |    |
|  |  | 9.  | Manta F. C.           | 18 | 3  | 5  | 10 | 16 | 38 | -22 | 14  |    |
|  |  | 10. | Técnico Universitario | 18 | 2  | 4  | 12 | 13 | 36 | -23 | 10  |    |

 Pts=Puntos; PJ=Partidos jugados; G=Partidos ganados; E=Partidos empatados; P=Partidos perdidos; GF=Goles a favor; GC=Goles en contra; Dif=Diferencia de gol
|  | Clasificaron a la Liguilla Final. |

## Tabla Acumulada
|  |  |     | Equipo                | PJ | PG | PE | PP | GF | GC | DG  | PTS |
|  |  | --- | --------------------- | -- | -- | -- | -- | -- | -- | --- | --- |
|  |  | 1.  | Barcelona             | 36 | 21 | 9  | 6  | 69 | 31 | +38 | 72  |
|  |  | 2.  | Liga de Quito         | 36 | 20 | 10 | 6  | 68 | 39 | +29 | 70  |
|  |  | 3.  | El Nacional           | 36 | 18 | 9  | 9  | 69 | 40 | +29 | 63  |
|  |  | 4.  | Deportivo Quito       | 36 | 18 | 6  | 12 | 56 | 46 | +10 | 60  |
|  |  | 5.  | Emelec                | 36 | 14 | 11 | 11 | 55 | 57 | -2  | 53  |
|  |  | 6.  | Deportivo Cuenca      | 36 | 13 | 10 | 13 | 49 | 43 | +6  | 49  |
|  |  | 7.  | Aucas                 | 36 | 11 | 8  | 17 | 45 | 55 | -10 | 40  |
|  |  | 8.  | Espoli                | 36 | 9  | 8  | 19 | 49 | 72 | -23 | 36  |
|  |  | 9.  | Técnico Universitario | 36 | 6  | 9  | 21 | 37 | 72 | -35 | 27  |
|  |  | 10. | Manta F. C.           | 36 | 6  | 8  | 22 | 33 | 75 | -42 | 26  |

 Pts=Puntos; PJ=Partidos jugados; G=Partidos ganados; E=Partidos empatados; P=Partidos perdidos; GF=Goles a favor; GC=Goles en contra; Dif=Diferencia de gol
|  | Clasificaron a la Liguilla Final. |
|  | Descendieron a la Serie B         |

## Liguilla Final

### Partidos y resultados
| Fecha 1      | Fecha 1   | Fecha 1          |
| Equipo Local | Resultado | Equipo Visitante |
| ------------ | --------- | ---------------- |
| Emelec       | 1-4       | El Nacional      |
| D.Cuenca     | 3-0       | D.Quito          |
| LDU(Q)       | 1-0       | Barcelona        |

| Fecha 2      | Fecha 2   | Fecha 2          |
| Equipo Local | Resultado | Equipo Visitante |
| ------------ | --------- | ---------------- |
| Barcelona    | 2-1       | D.Cuenca         |
| D.Quito      | 0-1       | Emelec           |
| El Nacional  | 0-1       | LDU(Q)           |

| Fecha 3      | Fecha 3   | Fecha 3          |
| Equipo Local | Resultado | Equipo Visitante |
| ------------ | --------- | ---------------- |
| Emelec       | 2-1       | Barcelona        |
| D.Cuenca     | 1-3       | LDU(Q)           |
| D.Quito      | 1-2       | El Nacional      |

| Fecha 4      | Fecha 4   | Fecha 4          |
| Equipo Local | Resultado | Equipo Visitante |
| ------------ | --------- | ---------------- |
| Emelec       | 1-1       | D.Cuenca         |
| LDU(Q)       | 4-2       | D.Quito          |
| El Nacional  | 1-2       | Barcelona        |

| Fecha 5      | Fecha 5   | Fecha 5          |
| Equipo Local | Resultado | Equipo Visitante |
| ------------ | --------- | ---------------- |
| Barcelona    | 3-0       | D.Quito          |
| D.Cuenca     | 1-2       | El Nacional      |
| LDU(Q)       | 2-0       | Emelec           |

| Fecha 6      | Fecha 6   | Fecha 6          |
| Equipo Local | Resultado | Equipo Visitante |
| ------------ | --------- | ---------------- |
| Emelec       | 4-1       | LDU(Q)           |
| D.Quito      | 1-0       | Barcelona        |
| El Nacional  | 2-3       | D.Cuenca         |

| Fecha 7      | Fecha 7   | Fecha 7          |
| Equipo Local | Resultado | Equipo Visitante |
| ------------ | --------- | ---------------- |
| Barcelona    | 0-2       | El Nacional      |
| D.Cuenca     | 4-1       | Emelec           |
| D.Quito      | 1-0       | LDU(Q)           |

| Fecha 8      | Fecha 8   | Fecha 8          |
| Equipo Local | Resultado | Equipo Visitante |
| ------------ | --------- | ---------------- |
| Barcelona    | 3-0       | Emelec           |
| LDU(Q)       | 5-0       | D.Cuenca         |
| El Nacional  | 4-0       | D.Quito          |

| Fecha 9      | Fecha 9   | Fecha 9          |
| Equipo Local | Resultado | Equipo Visitante |
| ------------ | --------- | ---------------- |
| Emelec       | 0-0       | D.Quito          |
| D.Cuenca     | 1-4       | Barcelona        |
| LDU(Q) (C)   | 2-1       | El Nacional      |

| Fecha 10     | Fecha 10  | Fecha 10         |
| Equipo Local | Resultado | Equipo Visitante |
| ------------ | --------- | ---------------- |
| Barcelona    | 4-0       | LDU(Q)           |
| D.Quito      | 6-2       | D.Cuenca         |
| El nacional  | 5-2       | Emelec           |

### Tabla de posiciones
|  |  |    | Equipo           | PJ | PG | PE | PP | GF | GC | DG  | PTS | PB |
|  |  | -- | ---------------- | -- | -- | -- | -- | -- | -- | --- | --- | -- |
|  |  | 1. | Liga de Quito    | 10 | 7  | 0  | 3  | 21 | 13 | +8  | 26  | 5  |
|  |  | 2. | Barcelona        | 10 | 6  | 0  | 4  | 19 | 9  | +10 | 23  | 5  |
|  |  | 3. | El Nacional      | 10 | 6  | 0  | 4  | 21 | 13 | +8  | 20  | 2  |
|  |  | 4. | Emelec           | 10 | 3  | 2  | 5  | 12 | 21 | -9  | 11  |    |
|  |  | 5. | Deportivo Quito  | 10 | 3  | 1  | 6  | 11 | 19 | 8   | 10  |    |
|  |  | 6. | Deportivo Cuenca | 10 | 3  | 1  | 6  | 17 | 26 | -9  | 10  |    |

 Pts=Puntos; PJ=Partidos jugados; G=Partidos ganados; E=Partidos empatados; P=Partidos perdidos; GF=Goles a favor; GC=Goles en contra; Dif=Diferencia de gol; PB=Puntos de Bonificación
|  | Campeón, clasificó a la Copa Libertadores 2004.    |
|  | Subcampeón, clasificó a la Copa Libertadores 2004. |
|  | Clasificó a la Copa Libertadores 2004.             |

|                                                 |
|                                                 |
| Campeón Liga Deportiva Universitaria 7.º título |

## Goleadores
| Jugador          | Equipo                | Goles |
| ---------------- | --------------------- | ----- |
| Ariel Graziani   | Barcelona             | 23    |
| Carlos Quiñónez  | Deportivo Cuenca      | 21    |
| Rubén Ferrer     | Técnico Universitario | 19    |
| Ebelio Ordóñez   | El Nacional           | 18    |
| Rodrigo Teixeira | Barcelona             | 18    |
| Cléber Chalá     | El Nacional           | 15    |